# Le Monde informatique
Pour les articles homonymes, voir Monde.
Le Monde informatique ou LMI est à l'origine un magazine spécialisé pour les professionnels de l'informatique fondé en 1981. Il arrête sa diffusion papier en 2007 pour devenir un site internet francophone consacré à l'informatique professionnelle et relance conjointement un magazine papier en 2020.

## Historique

### Création du magazine
Créé en 1981 par le groupe américain IDG (basé à Boston), Le Monde informatique est un magazine papier hebdomadaire, 44 numéros sont publiés chaque année. Son dessinateur caricaturiste est François Cointe.

### Création du site
L'hebdomadaire publie son dernier numéro en avril 2008, décision prise peu avant le rachat d'actifs du groupe IDG par le groupe AdThink Media. L'édition en ligne du même nom également sous le sigle LMI, continue, elle, à exister.
Il correspond en France à d'autres titres édités par IDG ailleurs dans le monde comme Computerworld ou Computerwoche (germanophone)…
D'après les comparateurs de logiciels Comparateur-cpgi et GELGE, LMI est Le site le plus consulté par les informaticiens en France. 

### Nouveau magazine
Le site crée en 2020 un nouveau magazine papier en 2020 dédié à ses abonnés.

## Contenu des médias
Magazine : informations métiers et professionnels de l'informatique, débuts de la bureautique.
Site LMI : actualité de l'informatique, numérique, économie, cloud computing, DSI, tendances de la technologie de l'information, sécurité.

### Personnalité IT Technologie de l'Information de l'année
Depuis 2013, la revue pré-sélectionne 10 candidats parmi lesquels les lecteurs distinguent ensuite le lauréat Stratège IT de l'année renommé à partir de 2019 Personnalités IT de l'année. 
| Année | Personnalité           | Entreprise                                                                            | ref    |
| ----- | ---------------------- | ------------------------------------------------------------------------------------- | ------ |
| 2023  | Olivier Vallet         | PDG de Docaposte                                                                      | [ 8 ]  |
| 2022  | Frédéric Bardeau       | Cofondateur et président de l’école Simplon                                           | [ 9 ]  |
| 2021  | Michel Van den Berghe  | Président du Campus Cyber                                                             | [ 10 ] |
| 2020  | Éléna Poincet          | PDG de l'entreprise française de cybersécurité Tehtris                                | [ 11 ] |
| 2019  | Sophie Viger           | DG de l'école 42                                                                      | [ 12 ] |
| 2018  | Christophe Leblanc     | Directeur des Ressources et de la Transformation numérique du groupe Société Générale | [ 13 ] |
| 2017  | Jean-Christophe Laissy | DSI groupe de Veolia                                                                  | [ 14 ] |
| 2016  | Christophe Leray       | DSI du groupement Les Mousquetaires                                                   | [ 15 ] |
| 2015  | Ludovic Le Moan        | PDG de Sigfox                                                                         | [ 16 ] |
| 2014  | Octave Klaba           | Cofondateur et patron d'OVH                                                           | [ 17 ] |
| 2013  | Edward Snowden         | Consultant en informatique                                                            | [ 18 ] |

## Récompenses
- Mars 2012 Étoile OJD[19] pour la plus forte progression d’audience durant quatre années d’affilée[20];
- Octobre 2013  Chambre de commerce et d'industrie de région Paris Ile-de-France, Le meilleur site internet, dans le cadre des meilleures réalisations journalistiques et éditoriales de la presse professionnelle[21] ;
- Octobre 2015 Palmarès de la Presse Professionnelle Meilleur Initiative Communautaire de l'année  pour le lancement de France Entreprise Digital[22]